# روبرت س. تي لي
روبرت س. تي لي (بالإنجليزية: Robert C. T. Lee) هو طبيب بيطري أمريكي، ولد في 2 نوفمبر 1923، وتوفي في 15 مايو 2016.